# OXO
OXO (також відома як Noughts And Crosses) — відеогра для комп'ютера EDSAC, що представляє собою хрестики-нулики. Розроблена в 1952 році А. С. Дугласом як ілюстрація до кандидатської дисертації на тему взаємодії людини і комп'ютера.
Імовірно OXO є першою в світі відеогрою з виведенням на дисплей, виконаний на основі ЕПТ. Слід зазначити, що існує патент № 2455992, що датується 14 грудня 1948 року, що описує «Розважальний апарат на основі електронно-променевої трубки» (англ. Cathode ray tube amusement device), проте реалізована на ньому гра, яка вважається першою інтерактивною електронною грою, не підпадає під поняття відеогри, оскільки сам ігровий апарат не містив обчислювача.
У OXO людина грає проти комп'ютера, виставляючи хрестик або нулик в потрібну клітину поля за допомогою дискового номеронабирача. Вивід здійснювався на растровий дисплей розмірністю 35 × 16 точок, в ролі якого використовувалася електронно-променева трубка. Символ і черговість ходу вибиралися гравцем до початку гри.
OXO не отримала широкого розповсюдження, оскільки EDSAC був унікальним комп'ютером, що знаходиться в бібліотеці Кембриджського університету.